# Synthetonychia ramosa
Synthetonychia ramosa är en spindeldjursart som beskrevs av Forster 1954. Synthetonychia ramosa ingår i släktet Synthetonychia och familjen Synthetonychidae. Inga underarter finns listade i Catalogue of Life.